# Prix Ernest-Déchelle
Le prix Ernest-Déchelle créé en 1943, est destiné à récompenser les travaux « d’un savant ayant effectué des
recherches dans un laboratoire français ».  D'un montant de 1 500 €, il est décerné par l’Académie des sciences. Il est quadriennal dans le domaine des sciences physiques.

## Lauréats
- 2022 : (math) Boris Adamczewski, directeur de recherche CNRS à l'Institut Camille-Jordan[2]
- 2021 : (phys) Rebeca Ribeiro-Palau, chargée de recherche CNRS au Centre de nanosciences et de nanotechnologies (CNRS/Université Paris-Saclay)[3].
- 2020 : Christian Duriez
- 2017 : (phys) Yoël Forterre[4]
- 2014 : Claire Moutou
- 2013 : (phys) Robin Kaiser
- 2012 : (math) Stefanie Petermichl, professeur à l’université Paul Sabatier à Toulouse
- 2009 : (phys) Oli Parcollet
- 2008 : (math) Jean-Yves Welschinger
- 2005 : (phys) Véronique Boutou
- 2001 : (phys) David Quéré
- 2000 : (math) Patrick Delorme
- 1997 : (phys) Monique Combescure
- 1992 : (math) Gérard Laumon
- 1957 : Pierre Lelong
- 1975 : Alexandre Roche
- 1965 : Arlette Nougarède